# شمس‌الدین امیری
شمس‌الدین امیری (زاده ۲۳ بهمن ۱۳۶۳) یک بازیکن فوتبال اهل افغانستان است.
وی همچنین سابقه حضور در تیم ملی فوتبال افغانستان را دارد.